# Московський академічний театр імені Володимира Маяковського
Моско́вський академі́чний теа́тр і́мені Володи́мира Маяко́вського (рос. Московский академический театр имени Владимира Маяковского) — один з найстаріших театральних колективів Росії. У різні роки називався: Театр революційної сатири (Теревсат) (1920–1922), Театр Революції (1922–1943), Московський театр Драми (1944–1954).

## Історія
Будівля, в якій перебуває театр нині, збудована у 1886 році спеціально для гастролей іноземних знаменитостей. На цій сцені у той час грали Сара Бернар, Елеонора Дузе, Ернесто Поссарт, Жан Муне-Сюллі, тощо. На межі XIX–XX століть театр мав назву «Інтернаціональний» через загальноєвропейський склад артистів, що тут виступали.
Жовтневий переворот змінив долю театра. У 1920 році в будівлі театру розмістився Театр революційної сатири (Теревсат), а у 1922 році він був перетворений на Театр революції. Саме з 1922 року веде свою офіційну біографію Театр імені Маяковського. Керівником театру призначений Всеволод Меєрхольд, який пропрацював у ньому два роки.
У 1931 році театр очолив Олексій Попов, при ньому були поставлені такі спектаклі, як: «Поема про сокиру», «Мій друг», «Ромео і Джульєтта», «Загибель екадри», «Собака на сіні», «Таня», «Безприданниця», «Марія Стюарт» та інші.
З початком німецько-радянської війни у 1941–1943 роках театр перебував у евакуації в Ташкенті. У 1943 році театр повернувся до Москви, де в нього влились раніше об'єднані трупи московського Театру Ленсовєта і Московського театру драми (працювали під керівництвом Миколи Горчакова у приміщенні Театру Революції).
З 1943 по 1954 роки театр іменувався Московським театром драми. Тоді ж, у 1943, театр очолив Микола Охлопков. За його керівництва, що тривало до 1967 року, у театрі поставлені такі спектаклі, як «Молода гвардія», «Мати», «Зикови», «Гроза», «Гамлет», «Клоп», «Аристократи», «Іркутська історія», «Мамаша Кураж…», «Медея», «Смерть Тарелкіна» й інші.
У 1954 році театру присвоєне ім'я Володимира Маяковського.
З 1968 по 2001 роки театр очолював Андрій Гончаров. Найвизначнішими спектаклями цих років були: «Таланти і шанувальники», «Діти Ванюшина», «Розгром», «Трамвай Бажання», «Людина з Ламанчі», «Банкрут», «Бесіди з Сократом», «Біг», «Чайка», «Леді Макбет Мценського повіту», «Життя Клима Самгіна», «Плоди просвіти», «Захід», «Наполеон Перший», «Жертва століття», «Ляльковий будинок»…
У січні 2002 року до Театру імені Маяковського прийшов новий художній керівник — Сергій Арцибашев, який пробув на цій посаді до березня 2011 року й був змушений подати у відставку на вимогу групи акторів театру.
З травня 2011 року художнім керівником театру є Міндаугас Карбаускіс.